# Friedrich Johannes Kluge
Friedrich Johannes Kluge (* 8. September 1891 in Dresden; † 7. November 1968 in Bonn) war ein deutscher Jurist und Ministerialbeamter. Er war vom 10. März bis 6. Mai 1933 kommissarisch als Finanzminister im Freistaat Sachsen eingesetzt worden.

## Leben und Wirken
Er war der Sohn des Ministerialkalkulators Friedrich August Kluge und dessen Ehefrau Erdmuthe Wilhelmine Margarethe geborene Schäfer und kam im Haus Berliner Straße 16 in Dresden zur Welt. Sein Vater wurde später Hofrat und Hauptbuchhaltereidirektor im Kulturministerium. Nach dem Schulbesuch des Staatsgymnasium studierte er, unterbrochen vom Dienst beim Schützenregiment Nr. 108 im Ersten Weltkrieg, Rechtswissenschaft an den Universitäten Freiburg im Breisgau und Leipzig. Dort promovierte er 1921. Das Thema seiner Dissertation lautete Die Rechtsgleichheit der deutschen Kolonisten in Rußland, insbesondere der Wolgakolonien in Südrußland und ist nur als maschinenschriftliches Exemplar von 1920 verfügbar. Danach schlug er eine Verwaltungslaufbahn beim sächsischen Staat ein und war ab 1. Juli seit 1922 zunächst als Hilfsarbeiter, ab 1923 als Regierungsrat und ab 1930 als Oberregierungsrat im Finanzministerium in Dresden tätig, wo er zuletzt Etat- und Pressereferent war. Am 10. März 1933 wurde Kluge nach dem Rücktritt des Kabinetts Schieck durch den Reichskommissar Manfred von Killinger kommissarisch mit der Führung der Geschäfte des Finanzministeriums beauftragt und war bis zu seiner Ablösung am 6. Mai 1933 durch Rudolf Kamps als kommissarischer sächsischer Finanzminister im Amt.
Im Sommer 1934 wechselte er als Haushaltsreferent in das Reichsfinanzministerium nach Berlin, wo er später zum Ministerialdirektor befördert wurde. 
Nach Ende des Zweiten Weltkrieges war er juristischer Hilfsarbeiter beim Landeskirchenamt Hannover. Später lebte er in Bonn. 1952 war seine Übernahme in das dortige Bundesfinanzministerium angedacht gewesen.

## Schriften (Auswahl)
- Die Finanzierung der Wissenschaft aus öffentlichen Mitteln (Schriftenreihe des Instituts „Finanzen und Steuern“ H. 12.), Bonn 1951.